# Mercedes (Urugvaj)
Mercedes je grad i sjedište departmana Soriano. Po zadnjem popisu to je 10. najnaseljeniji gad Urugvaja. Mercedes je važno središte turizma i trgovine. Glavni prihodi grada se temelje na poljoprivredi, mliječnim proizvodima, proizvodnji papira i industrijskim aktivnostima. Grad se nalazi na križanju autocesta "Ruta 2" i "Ruta 14".

## Povijest
Grad Mercedes je osnovao 1788. od svećenika Manuel Antonio de Castro y Careaga pod nazivom Capilla Nueva de las Mercedes. Status Ville  stekao prije neovisnosti Urugvaja. Dana 6. srpnja 1857. godine, status je uzdignut na Ciudad (grad) te je postao glavni grad departmana Soriano.

## Stanovništvo
Prema popisu stanovništva iz 2011. godine, u gradu je živjelo 41.874 stanovnika.
| Godina | Stanovništvo |
| ------ | ------------ |
| 1908.  | 15,667       |
| 1963.  | 31,325       |
| 1975.  | 34,518       |
| 1985.  | 36,701       |
| 1996.  | 39,320       |
| 2004.  | 42,032       |
| 2011.  | 41,174       |

Izvori: Državni statistički zavod Urugvaja.

## Poznate osobe
- Pedro Blanes Viale, urugvajski slikar
- Juan Idiarte Borda, urugvajski političar
- Carlos Federico Sáez, urugvajski slikar
- Pablo Forlán, urugvajski nogometaš

## Vanjske poveznice

### Ostali projekti
|  | Zajednički poslužitelj ima još gradiva o temi Mercedes, Urugvaj |